# 深圳国际会展中心
22°42′03″N 113°46′10″E / 22.70089°N 113.76949°E

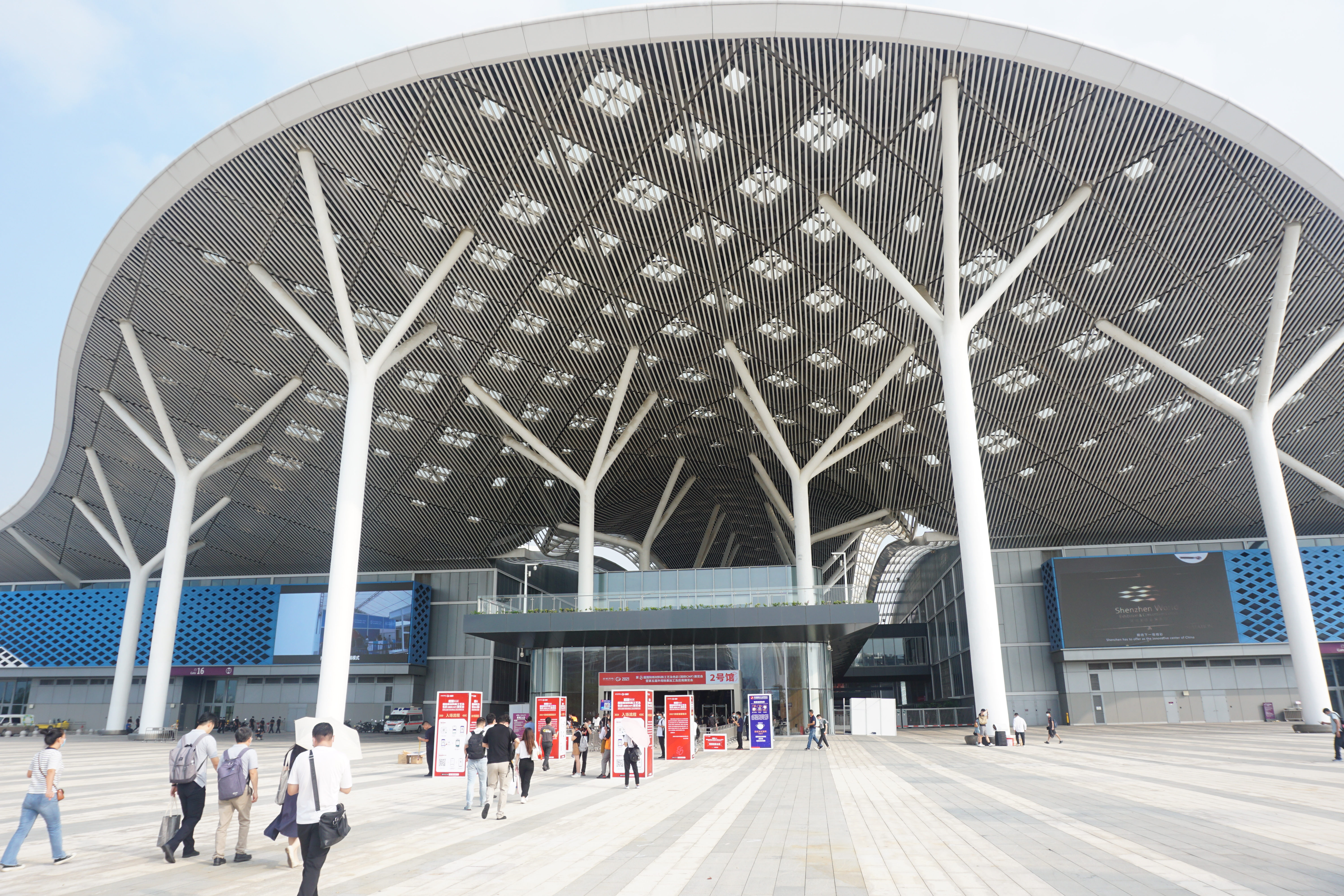
深圳国际会展中心

深圳国际会展中心是中華人民共和國廣東省深圳市寶安區福海街道的一個會展中心。建築分二期建設，一期项目用地面积约121.42万平方米，总建筑面积约160.5万平方米，其中室内展厅面积约40万平方米。一期项目共19个展厅、2个登录大厅、1个室外展场，於2016年9月开工建设，2019年9月28日上午投入使用。二期建设的展厅達10万平方米。

## 配套设施

### 公共交通
- 地铁: █12号线 国展北站（北登录大厅）、国展站（南登录大厅）；█20号线 会展城站、国展北站（北登录大厅）、国展站（南登录大厅）
- 巴士: 深圳国际会展中心2站(南行)、深圳国际会展中心1站(南行)、国展地铁站2站(南行)、国展地铁站1站(南行)
- 城际: 穗深城际铁路福海西站
- 机场: 距深圳宝安国际机场约7公里
- 公共道路: 凤塘大道、展城路、展景路、滨江大道、沙福路、广深沿江高速

### 住宿
深圳国际会展中心配套酒店用地规模达25万平方米，已引入希尔顿酒店、希尔顿花园酒店、皇冠假日酒店、洲际酒店。配套公寓用地约70万平方米。

## 外部連結
- 官方网站